# Élizé de Montagnac
André Joseph Élizé de Montagnac (Pouru-aux-Bois, 17 augustus 1808 - Charleville, 16 september 1882) was een Frans industrieel en politicus.

## Biografie
Élizé de Montagnac was fabrieksbaas van textielfabrieken en stelde enkele honderden arbeiders tewerk.
Hij legde zich tevens toe op de lokale en de nationale politiek. Hij was gemeenteraadslid van Sedan en werd in 1860 lid van het Wetgevend Lichaam. In het parlement verving hij Jules François Riché, die lid werd van de Raad van State. Bij de parlementsverkiezingen van 1863 en die van 1869 werd hij telkens herkozen. Als parlementslid onderschreef hij de Interpellatie van de 116 volksvertegenwoordigers. In 1861 werd hij tevens lid van de departementsraad van het departement Ardennes. Na de afkondiging van de Derde Franse Republiek in september 1870 verdween hij van het politieke toneel.